# Vernaya fulva
Vernaya fulva is een knaagdier uit het geslacht Vernaya dat voorkomt in Zuid-China en Noord-Myanmar, boven 2135 m hoogte. In China is hij gevonden in het zuiden van de provincie Gansu, het noorden van Sichuan, het westen van Yunnan en het zuidwesten van Shaanxi. Er zijn maar weinig exemplaren bekend. Een tweede levende soort, V. foramena Wang et al., 1980 uit Sichuan, schijnt een synoniem te zijn, omdat de kenmerken waarin hij van V. fulva zou verschillen deel zijn van de gewone variatie in V. fulva.
V. fulva heeft een lange, dikke, fluweelachtige vacht. De rug is rood- tot kaneelbruin. Aan de onderkant van de rug is de kleur iets donkerder door verspreide fijne zwarte haren. De flanken en wangen zijn wat lichter, de bovenkant van het hoofd wat donkerder. De oren zijn bedekt met spaarzame, korte haren, aan de binnenkant roodbruin en aan de buitenkant zwart. De onderkant is wit, inclusief de poten. Er zitten wat zilverwitte haren bij de tenen. De staart is slechts spaarzaam behaard. Die is donker, behalve de onderkant van de voorste helft, die geelbruin is. De snorharen zijn lang en zwart. Het holotype van V. fulva (uit Yunnan) heeft 2+2=8 mammae, maar exemplaren uit Sichuan schijnen er zes te hebben. De kop-romplengte bedraagt 75 tot 90 mm, de staartlengte 115 tot 133 mm, de achtervoetlengte 18.5 mm en de oorlengte 17 mm.